# Whitelaw (Alberta)
Pour les articles homonymes, voir Whitelaw.
Whitelaw est un hameau (hamlet) de Fairview No 136, situé dans la province canadienne d'Alberta.

## Démographie
En tant que localité désignée dans le recensement de 2011, Whitelaw a une population de 134 habitants dans 57 de ses 65 logements, soit une variation de -1.5% par rapport à la population de 2006. Avec une superficie de 0,691 1 km2, le hameau possède une densité de population de 193,893 8 hab/km2 en 2011.
Concernant le recensement de 2006, Whitelaw abritait 136 habitants dans 52 de ses 58 logements. Avec une superficie de 0,691 1 km2, le hameau possédait une densité de population de 196,8 hab/km2 en 2006.